# 1964 ve filmu

## Události
- 6. listopad - Premiéra české filmové romantické komedie Táto, sežeň štěně režiséra Milana Vošmika s Miroslavem Horníčkem v hlavní roli
- Studio Paramount prodal vysílací práva na své filmy televizní společnosti NBC za 60 miliónů dolarů.
- Nový zákon na podporu kinematografie usnadnil v Dánsku výrobu umělecky náročnějších děl. Brzy následovaly i další země, např. Švédsko. Ve Francii byla kinematografie dotována už od 50. let. V Německu byly z fondů podporovány především zábavné snímky.
- Producenti i kritici byli po skončení MFF v Cannes v Berlíně rozhořčeni: Protože se v Německu právě diskutovalo o otevřenějších snímcích, byly filmy považované za amorální staženy z festivalového programu. Také festivalová porota se podle kritiků rozhodla ocenit neškodný průměr místo umělecky odvážnějších snímků.
- Americký režisér Mel Brooks se v New Yorku oženil s herečkou Anne Bancroftovou, držitelkou ceny pro herečku na MFF v Cannes. Společně pak účinkovali v dalších jeho úspěšných filmech.
- Ve Francii přišel do kin film, neúplná verze propagandistického snímku Leni Riefenstahlové „Přehlídka nádorů - Oslava krásy (1935)“, která pojednává o olympijských hrách v Berlíně 1936; sekvence, v nichž je oslavován Adolf Hitler, byly vystřiženy.
- Jean-Luc Godard musel ustoupit cenzuře a změnit titul svého nového filmu na Vdaná žena, aby nezpochybnil instituci manželství.

## Nejvýdělečnější filmy roku
| Pořadí | Název                    | Země | Tržba (v dolarech) |
| ------ | ------------------------ | ---- | ------------------ |
| 1.     | Mary Poppins             | USA  | 45 000 000         |
| 2.     | My Fair Lady             | USA  | 34 000 000         |
| 3.     | Goldfinger               | USA  | 22 998 000         |
| 4.     | The Carpetbaggers        | USA  | 15 500 000         |
| 5.     | Srdečné pozdravy z Ruska | USA  | 9 924 000          |
| 6.     | Elvis: Viva Las Vegas    | USA  | 9 442 967          |
| 7.     | Sladká Charlotte         | USA  | 7 000 000          |
| 8.     | Komisař na stopě         | USA  | 6 748 000          |
| 9.     | Perný den                | USA  | 6 165 000          |
| 10.    | Noc s leguánem           | USA  | 6 040 000          |

## Ocenění

### Oscar
Nejlepší film: My Fair Lady
Nejlepší režie: George Cukor - My Fair Lady
Nejlepší mužský herecký výkon: Rex Harrison - My Fair Lady
Nejlepší ženský herecký výkon: Julie Andrews - Mary Poppins
Nejlepší mužský herecký výkon ve vedlejší roli: Peter Ustinov - Topkapi
Nejlepší ženský herecký výkon ve vedlejší roli: Lila Kedrova - Řek Zorba
Nejlepší cizojazyčný film: Včera, dnes a zítra (Ieri, oggi, domani), režie Vittorio De Sica, Itálie

### Zlatý Glóbus
Drama
Nejlepší film: Becket
Nejlepší herec: Peter O'Toole - Becket
Nejlepší herečka: Anne Bancroft - The Pumpkin Eater
Muzikál nebo komedie
Nejlepší film: My Fair Lady
Nejlepší herec: Rex Harrison - My Fair Lady
Nejlepší herečka: Julie Andrews - Mary Poppins
Jiné
Nejlepší režie: George Cukor - My Fair Lady

## Narozeniny
- 6. ledna – Michael Hofbauer, český herec († 10. ledna 2013)
- 7. ledna - Nicolas Cage, herec, producent a režisér
- 13. ledna - Penelope Ann Miller, herečka
- 18. ledna - Jane Horrocks, herečka
- 27. ledna - Bridget Fonda, americká herečka
- 5. února - Laura Linneyová, herečka
- 15. února - Chris Farley, herec (zemř. 1997)
- 18. února - Matt Dillon, herec
- 24. února - Todd Field, režisér a herec
- 9. března - Juliette Binoche, herečka
- 17. března - Rob Lowe, herec
- 5. dubna – Petr Čtvrtníček, herec
- 7. dubna - Russell Crowe, herec
- 22. dubna – Barbora Hrzánová, herečka
- 12. května - Pierre Morel, francouzský filmový režisér
- 4. června – Veronika Jeníková, herečka
- 7. června – Jana Hubinská, slovenská herečka
- 15. června - Courteney Cox, herečka
- 30. června – Ivan Trojan, herec
- 11. července – Craig Charles, britský herec
- 26. července - Sandra Bullock, herečka
- 2. srpna - Mary-Louise Parker, herečka
- 23. srpna
  - Matěj Forman, herec
  - Petr Forman, herec
- 29. srpna – Petr Motloch, herec
- 2. září - Keanu Reeves, herec
- 7. září – Sagvan Tofi, herec, zpěvák a model
- 9. září – Courtney Love, americká herečka
- 30. září – Monica Bellucciová, italská herečka
- 3. října – Clive Owen, anglický herec
- 9. října – Guilermo Del Toro, mexický režisér, scenárista a producent
- 28. října – Mouss Diouf, francouzský herec († 7. července 2012)
- 11. listopadu – Calista Flockhart, americká herečka
- 4. prosince - Marisa Tomei, herečka
- 8. prosince - Teri Hatcherová, herečka
- 22. prosince – Miroslav Etzler, herec

## Úmrtí
- 29. ledna - Alan Ladd, 50, americký herec
- 27. února - Orry-Kelly, 66, australský kostýmní výtvarník pro americké filmy
- 23. března - Peter Lorre, 59, maďarský herec, později hrál v amerických filmech
- 18. dubna - Ben Hecht, 70, americký dramatik a scenárista
- 10. května - Carol Haney, 39, americká tanečnice, herečka
- 13. května - Diana Wynyard, 58, britská herečka
- 6. srpna - Cedric Hardwicke, 71, britský herec
- 6. srpna - Reed Howes, 64, americký model a herec
- 12. srpna - Ian Fleming, 56, britský autor románů James Bond
- 28. srpna - Gracie Allen, 69 americká herečka
- 28. září - Harpo Marx, 75, americký herec komických rolí (Bratři Marxové)
- 28. září - Nacio Herb Brown, 68, americký skladatel
- 10. října - Eddie Cantor, 72, americký herec, zpěvák, komik
- 15. října - Cole Porter, 73, americký skladatel a textař
- 23. října - Jo Swerling, 71, americký scenárista
- 9. prosince - Edith Sitwell, 77, britská herečka
- 11. prosince - Percy Kilbride, 76, americký herec
- 14. prosince - William Bendix, 58, americký herec

## Filmové debuty
- Julie Andrews
- The Beatles
- Karen Dotrice
- Judi Dench
- Matthew Garber
- Donald Sutherland